# Chepareria
Chepareria är en ort i Kenya. Den ligger i länet Västra Pokot, i den västra delen av landet, 300 km nordväst om huvudstaden Nairobi. Chepareria ligger 1 730 meter över havet och antalet invånare är 1 073.
Terrängen runt Chepareria är kuperad åt sydväst, men åt nordost är den platt. Runt Chepareria är det ganska tätbefolkat, med 111 invånare per kvadratkilometer. Närmaste större samhälle är Kapenguria, 12,7 km sydväst om Chepareria. Omgivningarna runt Chepareria är en mosaik av jordbruksmark och naturlig växtlighet.